# Aishuu
Aishuu (哀愁)  es el tercer EP de MUCC.

## Lista de canciones
1. "Hana / 花" - Música y Letra:Miya (ミヤ) - 5:15
2. "Tsubasa wo kudasai / 翼を下さい" - Música:Miya (ミヤ), Letra: Tatsurou (達瑯) - 4:14
3. "Kyousoukyoku / 狂想曲" - Música:Miya (ミヤ), Letra: Tatsurou (達瑯) - 4:24
4. "Ayatori / あやとり" - Música y Letra:Miya (ミヤ) - 5:28
5. "Jirenma / ジレンマ" - Música:Miya (ミヤ), Letra: Tatsurou (達瑯) - 4:13

Bonus Track
"Roberto no theme / ロバートのテーマ" - Música y Letra: Roberto - 3:57

## Datos del EP
- La gira de promoción del EP se llamó Soutou no ryu -Double dragon- y la hicieron con Kagerou.
- La duración de casi 73 minutos se debe básicamente a que hay 45 minutos y medio en blanco entre "Jirenma" y "Roberto no theme"
- Salió a la venta con una tirada limitada de 5.000 unidades y a un precio de 2.800 yenes (sin tasas), pero debido a que hace años que no está disponible, actualmente solo se puede comprar esporádicamente en tiendas de segunda mano de música japonesas a un precio superior (entre 6.500 y 9.000 yenes).
- EL EP no incluye ninguna canción nueva, puesto que todas son regrabaciones de canciones aparecidas en las demotapes del grupo: "Hana / 花", "Ayatori / あやとり", "Jirenma / ジレンマ" y "Roberto No Theme" pertenecen a Shuuka (愁歌), ""Tsubasa wo kudasai / 翼を下さい" a Tsubasa wo Kudasai (翼をください) y "Kyousoukyoku / 狂想曲" aparece tanto en No?! como en Aika (哀歌).
- El EP viene en una caja que incluye un puzle de 108 piezas que por un lado es la carátula interna del disco (la caja y el CD tienen diferente carátula) y por el otro hace las veces de libreto.
- En la versión incluida en este EP de "Roberto no theme", Roberto solo "canta" la introducción, el resto lo hace Tatsurou.

## Músicos
- Voz: Tatsurou (達瑯)
- Guitarra: Miya (ミヤ)
- Bajo: YUKKE
- Batería: SATOchi (SATOち)

- Datos: Q5661376